# Karla Fabrio Čubrić
Karla Fabrio Čubrić ( Zagreb, 4. studenoga 1975.) hrvatska je športašica i rekorderka u ronjenju na dah.

## Ronilačka karijera
Aktivnim ronjenjem bavi se od 2000. godine, a članica je kluba DPS Zagreb.
2004. godine prvi puta se natječe u ronjenju na dah, te na Svjetskom prvenstvu prvi puta obara državni rekord u disciplini Jump Blue. 2005. godine prvi puta osvaja titulu državne prvakinje u disciplini Jump Blue, 2006. godine postaje dvostruka državna prvakinja u disciplinama Jump Blue i dinamika, a 2007. i 2008. u tim disciplinama obara svjetske rekorde. Rezultat od 196,30m u dinamici (DYN) bio je verificirani CMAS svjetski rekord. Rezultat od 140,00m u disciplini Jump Blue aktualni je državni rekord.Također, aktualna je vlasnica državnih AIDA rekorda u trima dubinskim disciplinama: Constant Weight (CWT) - 61m, Constant No Fins (CNF) - 47m i Free Immersion (FIM) – 57m.
Najveći uspjesi na svjetskim prvenstvima su joj: srebro i bronca na CMAS Svjetskom prvenstvu na Tenerifima 2006., dvije bronce na AIDA Svjetskom prvenstvu u Mariboru 2007. i zlato na CMAS Svjetskom prvenstvu u Bariju 2007. godine. U svom natjecateljskom stažu obarala je rekorde u svim natjecateljskim disciplinama: 30 puta obarala je državne rekorde, od čega ujedno četiri puta i svjetske rekorde.

### Svjetski rekordi
| Disciplina | Organizacija | Rezultat | Datum i mjesto          |
| ---------- | ------------ | -------- | ----------------------- |
| DYN        | CMAS         | 160.44m  | 16. lipnja 2007., Split |
| JB         | CMAS         | 130.1m   | 30. lipnja 2007., Vis   |
| DYN        | CMAS         | 196.3m   | 01. lipnja 2008., Split |
| JB         | CMAS         | 140m     | 28. lipnja 2008., Vis   |

### Osobni rekordi
| Disciplina | Disciplina | Rezultat | Organizacija |
| ---------- | ---------- | -------- | ------------ |
|            |            |          |              |
| Vrijeme    | STA        | 5:42min  | AIDA         |
|            |            |          |              |
| Daljina    | DNF        | 133m     | AIDA         |
| Daljina    | DYN        | 200m     | AIDA         |
| Daljina    | JB         | 140m     | CMAS         |
|            |            |          |              |
| Dubina     | CNF        | 47m      | AIDA         |
| Dubina     | CWT        | 61m      | AIDA         |
| Dubina     | FIM        | 57m      | AIDA         |

## Vanjske poveznice
- Intervju s Karlom
- Službene obavijesti i novosti AIDA Hrvatske  Arhivirana inačica izvorne stranice od 29. studenoga 2012. (Wayback Machine)
- AIDA Hrvatska rekordi